# Норман, Адельстен
Эйлерт Адельстен Норман (норв. Eilert Adelsteen Normann; 1 мая 1848, остров Вогейя близ Будина (ныне: в составе Будё) — 26 декабря 1918, Осло) — норвежский художник-пейзажист.
После образования и нескольких лет в Дюссельдорфе он поселился в Берлине, где стал известным, и среди прочего император Вильгельм приобрел несколько его картин. Норманн черпал свои мотивы в основном из пейзажей Нурланна и фьордов Западной Норвегии.

## Жизнь и творчество
Эйлерт Адельстин Норманн родился на Вогёйе в бывшей коммуне Будин, ныне Будё, в 1848 году. Его родителями были купец, шкипер и фермер Иоганн Норманн (1804—1862) и его вторая жена Софи Мари Дрейер (1815—1894). Школьное образование получил в Тронхейме и Бергене. После ранней смерти отца был отправлен матерью в 1869 году в Копенгаген, для получения там торгового образования. После посещения копенгагенских музеев юноша принимает решение стать художником. В том же году Норман поступает в художественную академию Дюссельдорфа. Здесь он учится живописи в классах Освальда Ахенбаха и позднее — Ойгена Дюкера. В 1870 году Норман женится на местной уроженке Катарине Вейтган (1845—1911, в этом браке родились пятеро детей), в 1871 году посещает Норвегию. Уже в 1872 картины А.Нормана выставляются в Дюссельдорфе и Копенгагене. В 1873 году он оканчивает своё обучение в Академии и затем покупает дом с садом в Дюссельдорфе, где рассчитывает обосноваться.
Достаточно быстро к А. Норману как к мастеру живописи пришёл успех. Его работы выставляются на Всемирных выставках в Вене (1873), а также в Лондоне и Берлине (1874), в 1876 в Филадельфии. После выставки в британской Королевской академии художник в 1874 был награждён медалью Альберта-Эдуарда, и снова в 1877 — серебряной медалью. В 1878 картины А. Нормана представлены на Всемирной выставке в Париже. В 1884, после экспозиции в Парижском салоне, одна из его работ была премирована серебряной медалью, в 1889 другая картина получила бронзовую медаль. Полотна А. Нормана выставлялись в музеях и картинных галереях Гётеборга (1881), Бостона (1883), Будапешта (1884), Антверпена (1885), Версаля (1885), Мадрида (1892), Мюнхена (1904). Среди покупателей его работ следует назвать короля Швеции Оскара II, германского императора Вильгельма II, австрийского эрцгерцога Франца-Фердинанда.
В 1886 году семья А. Нормана посещает его родительский дом на острове Вогейя. В 1880 году художник переезжает в Берлин, в западной части которого открывает мастерскую. Норман вступает в Союз берлинских художников, близко знакомится с такими мастерами, как Макс Либерман, Вальтер Лейстиков и Франц Скарбина. В 1890-91 годах художник строит виллу в Норвегии, на Согне-фьорде, где проводит летние месяцы. Норман приобретает моторную лодку, с борта которой пишет свои полотна — создавая таким образом «вид со стороны моря». В 1892, приехав в Норвегию, мастер посещает выставку ещё никому не известного Эдварда Мунка и признаёт его талант. При посредничестве Нормана в Берлине организуется выставка работ Э. Мунка, где были представлены 55 картин последнего. Экспозиция эта вызвала скандал, так как полотна были не поняты и не приняты императорским двором и большой частью публики. Через несколько дней выставка была закрыта, тем не менее А. Норман сделал молодого Мунка известным в художественных кругах Европы. Несмотря на то, что император Вильгельм II не простил Норману защиту интересов Мунка, в 1914 он заказывает Адельстену монументальное полотно с видом на Линген-фьорд (впрочем, в связи с началом Первой мировой войны выполненная работа заказчику так и не поступила).
Кроме Германии и Скандинавии, А. Норман мало путешествовал. Известно, правда, что он бывал во Франции, в Провансе. В Берлине художник открывает школу живописи, при этом летние занятия проходили в Норвегии. Среди его студентов были преимущественно молодые девушки. От одной из них, Луизы Ростальски (1883—1954), у него в 1909 году родился сын. Желая после этого развестись с женой, Норман получил отказ и вступил в брак с Ростальски только после смерти своей первой супруги в 1911 году. Новая жена была младше художника на 35 лет. В 1917 году А. Норман — по состоянию здоровья — переезжает в Норвегию, где после продолжительной болезни умирает.
А.Норман работал над различными художественными темами, однако наибольшего успеха добился в пейзажной живописи, посвящённой родным ему ландшафтам северной и средней Норвегии, Лофотенских островов. Иногда использовал фотографии как основы для написания своих полотен. В течение его карьеры манера изображения у А. Нормана претерпела значительные изменения; в более поздний период творчества в работах художника ощущается влияние импрессионизма (использование более ярких, «светящихся» красок). С 1890-х годов, рисуя, работает также шпахтелем.

## Интересные факты
В 1943 году один из норвежских пейзажей А. Нормана (1876 года) был приобретён А.Гитлером для создаваемого им имперского музея искусств в Линце. В связи с этим многие музеи впоследствии не признавали работы художника «представляющими интерес». Национальная галерея в Осло лишь в 1996 году впервые приобрела одно из полотен А. Нормана.

## Представлен
- Национальная Галерея Берлина,
- Музей Fine Art в Бостоне, Массачусетс,
- Музей Будапешта, City Art Gallery в Лидсе, Ливерпуль,
- Музей Искусств в Мальмё, Швеция,
- Музей Искусств в Праге,
- Галерея в Уэльсе, Сидней,
- Художественный Музей Италии,
- Галерея Искусств в Дрездене,
- Художественные Музеи в Дюссельдорфе и Эдинбурге,
- Музей Кёльна.

## Награды
- Интернациональная медаль в Лондоне
- Crystal Palace, Лондон, 1877 г.
- Серебряная медаль в Бостоне, 1883 г.
- Парижский салон, 1884 г.
- Медаль первого класса в Версаль, 1885 г.
- Медаль Мировой выставки в Антверпене, 1885 г.
- Медаль мировой выставки в Барселоне, 1888 г.
- Бронзовая медаль в Париже, 1889 г.
- Золотая медаль в Леоне, 1889 г.
- Медаль немецкой выставки в Лондоне, 1891 г.
- Серебряная медаль в Мадриде, 1892 г.
- Медаль мировой выставки в Леоне, 1894 г.
- Медаль в Бордо, 1900 г.

## Галерея

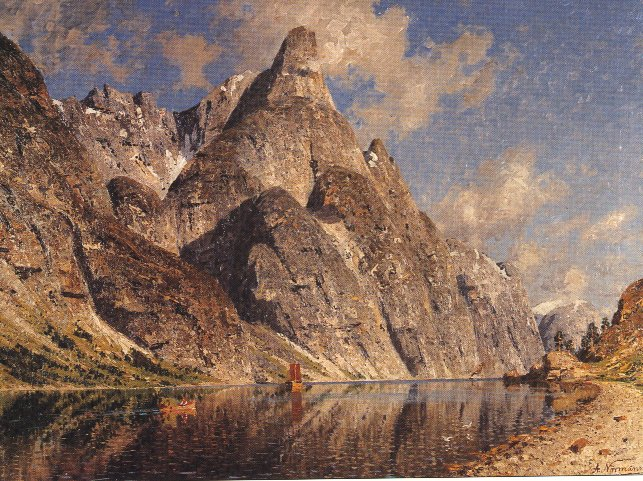
Тролль-фьорд на Лофотенах
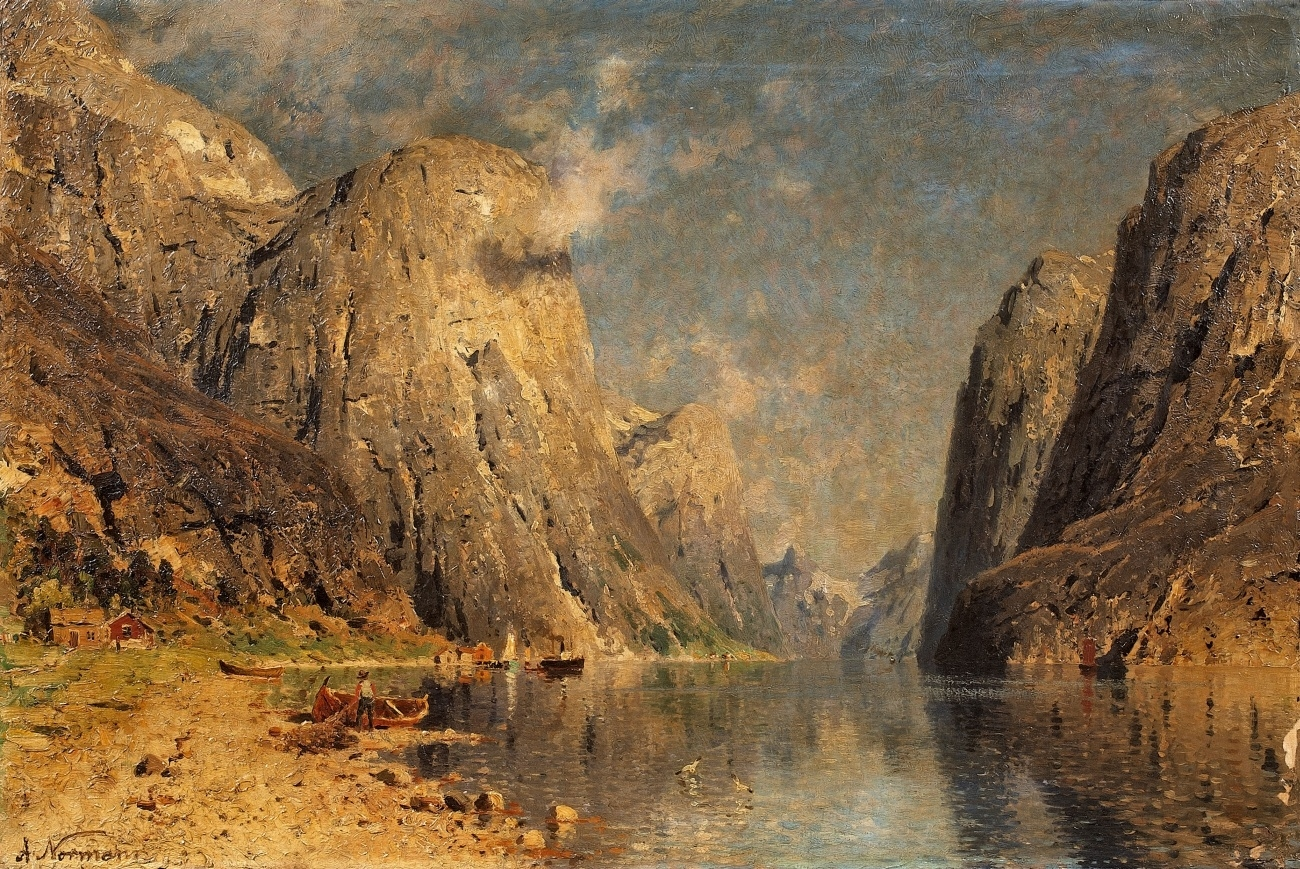
Согне-фьорд
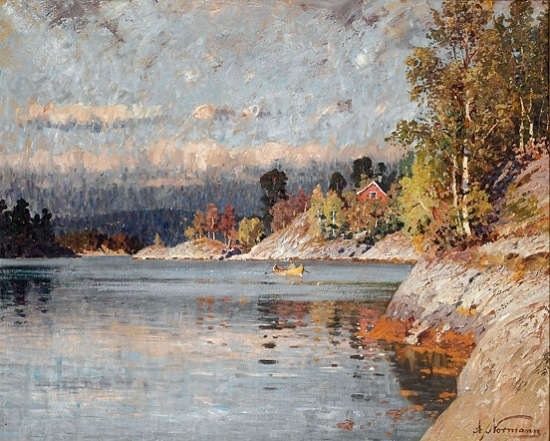
Вид на фьорд с лодкой
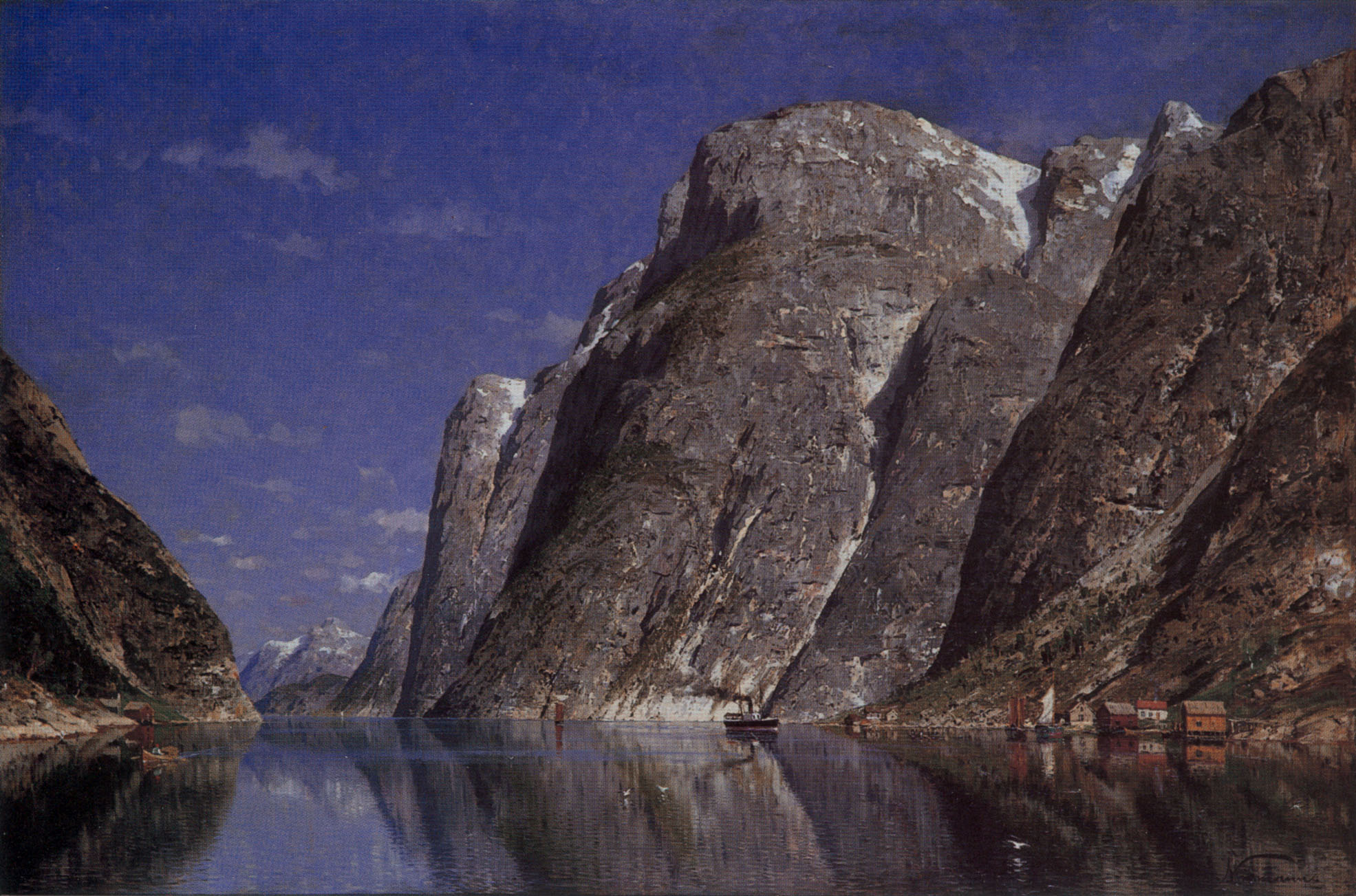
Пароход
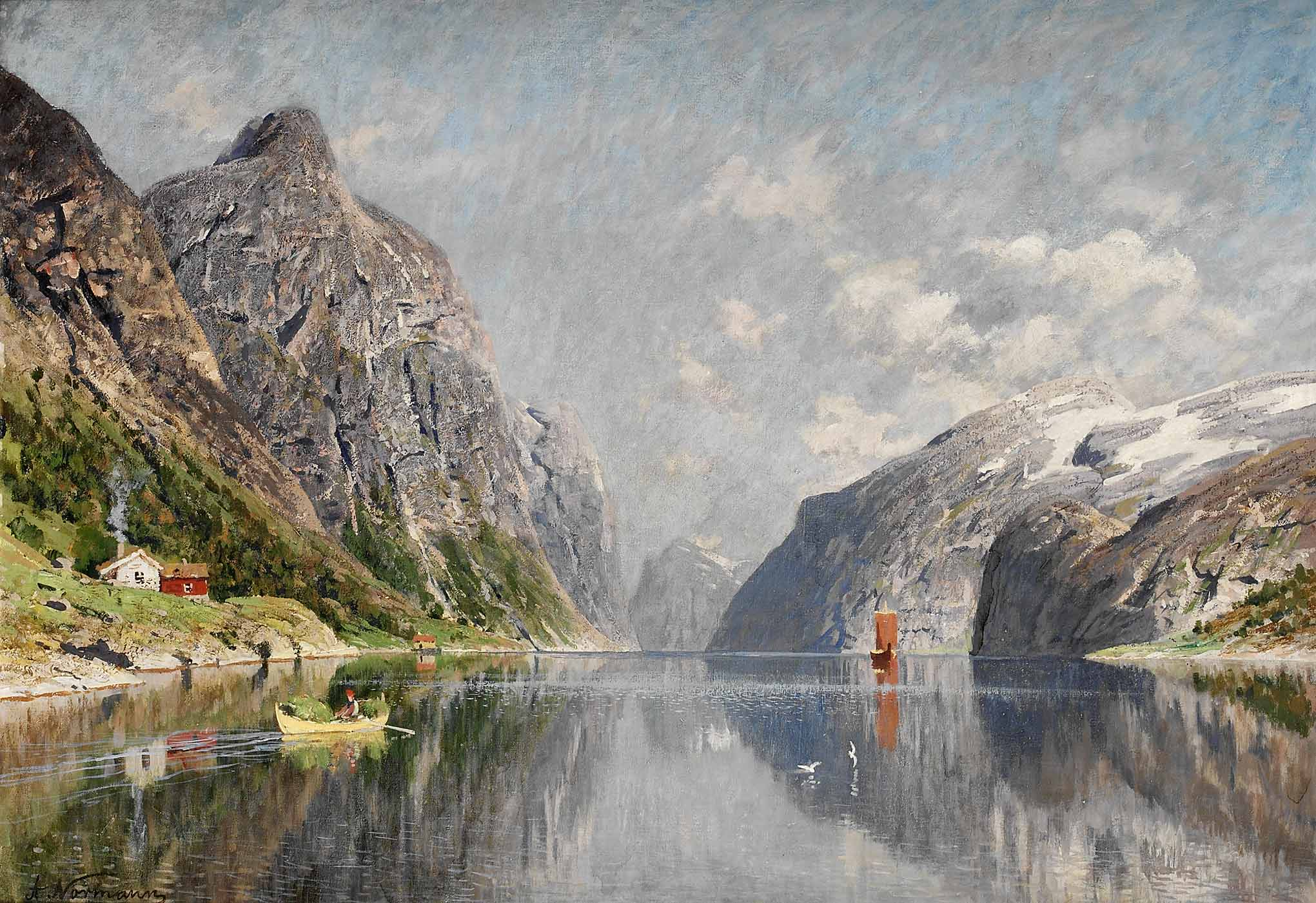
Вид на норвежский фьорд
Автопортрет